# Gustav Adolf Held
Gustav Adolf Held (* 26. August 1920 in Hachenburg; † 13. August 2008 in Kusel) war ein deutscher Verwaltungsjurist und Politiker (SPD).

## Werdegang
Held kam als Sohn eines Bankbeamten zur Welt. Nach dem Abitur in Bad Ems und Kriegsdienst im Zweiten Weltkrieg studierte er Rechts- und Staatswissenschaften. 1944 legte er die erste juristische Staatsprüfung, 1948 das Große Staatsexamen ab. 
Anschließend fand er bei den Landratsämtern in Alzey und Montabaur Verwendung. Von 1956 bis 1985 war er Landrat des Landkreises Kusel. 
Er war Mitherausgeber des Westrichkalenders.

## Ehrungen
- 1982: Verdienstkreuz 1. Klasse der Bundesrepublik Deutschland
- 1985: Pfälzer Löwe
- 1987: Verdienstorden des Landes Rheinland-Pfalz
- Ehrenbürger der Stadt Kusel